# Vanderhoof
Vanderhoof es un municipio distrital canadiense situado en la provincia de Columbia Británica.

## Superficie
Vanderhoof tiene una superficie de 53,93 km².

## Demografía
En 2021, tenía 4346 habitantes, una densidad poblacional de 80,6 hab./km², y 1885 viviendas.